# Fragma
Fragma, ou le Fragma project est un groupe allemand de musique électronique.
Il était à l'origine composé de Dick Duderstadt, Marco Duderstadt et Ramon Zenker. Certaines chanteuses comme Maria Rubia, Damae et Kirsty Hawkshaw se joindront à eux pour certains titres.
Leur succès le plus notable fut le titre de trance Toca me, mieux connu sous le bootleg Toca's Miracle avec l'incorporation de paroles de la chanson I Need A Miracle de Coco Star. Le fait que les deux morceaux d'origine soient issus du même label discographique, Positiva Records, facilita la sortie du titre.

## Discographie

### Albums
- 2001 : Toca
- 2002 : Embrace

### Singles
- 1999 : Toca me
- 2000 : Toca's Miracle (VS Coco)
- 2001 : Everytime You Need Me (feat. Maria Rubia)
- 2001 : You Are Alive
- 2001 : Say That You're Here
- 2002 : Embrace Me
- 2002 : Time And Time Again
- 2003 : Man In The Moon
- 2006 : Radio Waves
- 2007 : Deeper
- 2008 : Toca's Miracle 2008
- 2008 : Memory
- 2009 : Forever And A Day
- 2010 : What Do You Want (feat. Jesus Luz)
- 2011 : Oops Sorry (chant : Damae)[1]
- 2011 : Insane (In Da Brain) (feat Djs from Mars)
- 2012 : Thousand times